# اندیس گنداب
گنداب یک اندیس غیرفلزی است که در حوالی شهر شازند استان لرستان قرار دارد و مادهٔ معدنی موجود در آن، تالک است.  